# U-139 (1940)
| U-139                                                                                  | U-139 | U-139 |
| -------------------------------------------------------------------------------------- | --- | --- |
| U 139                                                                                  | | |
|                                                                                        | | |
| Однотипний з U-139 підводний човен U-2                                                 | | |
| Верф                                                                                   | Deutsche Werke, Кіль | Deutsche Werke, Кіль |
| Під прапором                                                                           | Третій Рейх | Третій Рейх |
| Належність                                                                             | Крігсмаріне | Крігсмаріне |
| Порт приписки                                                                          | Кіль, Готенгафен, Вільгельмсгафен                                                                                                   | Кіль, Готенгафен, Вільгельмсгафен                                                                                                   |
| Замовлення                                                                             | 25 вересня 1939 | 25 вересня 1939 |
| Закладений                                                                             | 20 листопада 1939 | 20 листопада 1939 |
| Спуск на воду                                                                          | 28 червня 1940 | 28 червня 1940 |
| Введений до складу флоту                                                               | 24 липня 1940 | 24 липня 1940 |
| На службі                                                                              | 1940—1945 | 1940—1945 |
| Загибель                                                                               | 5 травня 1945 року затоплений екіпажем у порту міста Вільгельмсгафен                                                                | 5 травня 1945 року затоплений екіпажем у порту міста Вільгельмсгафен                                                                |
| Сучасний статус                                                                        | розібраний на брухт | розібраний на брухт |
| Бойовий досвід                                                                         | Друга світова війна Кампанія на Балтійському морі                                                                                   | Друга світова війна Кампанія на Балтійському морі                                                                                   |
| Проєкт                                                                                 | | |
| Тип ПЧ                                                                                 | торпедний прибережний підводний човен                                                                                               | торпедний прибережний підводний човен                                                                                               |
| Основні характеристики                                                                 | | |
| Швидкість (надводна)                                                                   | 12,7 вузла | 12,7 вузла |
| Швидкість (підводна)                                                                   | 7,4 вузла | 7,4 вузла |
| Робоча глибина занурення                                                               | 80 м | 80 м |
| Гранична глибина занурення                                                             | 150 м | 150 м |
| Автономність плавання                                                                  | 56 миль (104 км) на швидкості 4 вузли (в підводному положенні) 5650 миль (10 460 км) на швидкості 8 вузлів (у надводному положенні) | 56 миль (104 км) на швидкості 4 вузли (в підводному положенні) 5650 миль (10 460 км) на швидкості 8 вузлів (у надводному положенні) |
| Екіпаж                                                                                 | 28 осіб | 28 осіб |
| Розміри                                                                                | | |
| Довжина найбільша (по КВЛ)                                                             | 43,97 м | 43,97 м |
| Ширина корпусу найб.                                                                   | 4,916 м | 4,916 м |
| Висота                                                                                 | 8,1 м | 8,1 м |
| Середня осадка (по КВЛ)                                                                | 3,93 м | 3,93 м |
| Водотоннажність надводна                                                               | 314 т | 314 т |
| Силова установка                                                                       | | |
| дизель-електрична; 2 дизельних двигуни MWM RS 127 S, 2 електродвигуни SSW PG VV 322/36 | | |
| Гвинти                                                                                 | 2 | 2 |
| Потужність                                                                             | 2 × 510 к.с. (дизелі) 2 × 370 к.с. (електродвигуни)                                                                                 | 2 × 510 к.с. (дизелі) 2 × 370 к.с. (електродвигуни)                                                                                 |
| Озброєння                                                                              | | |
| Торпедно- мінне озброєння                                                              | 3 носових ТА. 5 торпед або 12 TMA чи 18 TMB                                                                                         | 3 носових ТА. 5 торпед або 12 TMA чи 18 TMB                                                                                         |
| ППО                                                                                    | 1 × 20-мм зенітна гармата FlaK 30/38/Flakvierling                                                                                   | 1 × 20-мм зенітна гармата FlaK 30/38/Flakvierling                                                                                   |

U-139 — німецький прибережний підводний човен типу IID, що входив до складу Військово-морських сил Третього Рейху за часів Другої світової війни. Закладений 20 листопада 1939 року на верфі № 267 компанії Deutsche Werke у Кілі, спущений на воду 28 червня 1940 року. 24 липня 1940 року корабель увійшов до складу 1-ї навчальної флотилії ПЧ ВМС нацистської Німеччини. 5 травня 1945 року затоплений екіпажем у порту міста Вільгельмсгафен.

## Історія служби
U-139 належав до німецьких малих так званих прибережних підводних човнів типу IID, однієї з модифікацій типу субмарин Третього Рейху. Службу розпочав у складі 1-ї навчальної флотилії ПЧ. 4 жовтня 1940 року переведений до 21-ї флотилії ПЧ — школи підготовки підводників, з 1 травня 1941 року — у 22-гу флотилію ПЧ, де також продовжив підготовку фахівців підводного флоту Крігсмаріне. 22 червня 1941 року включений до бойового складу цієї флотилії. У липні-серпні 1941 року під командуванням оберлейтенанта-цур-зее Горста Ельфе здійснив два бойових походи в Балтійському морі. Жодного корабля чи судна не потопив.

## Командири
- оберлейтенант-цур-зее Роберт Бартельс (24 липня — 20 грудня 1940)
- оберлейтенант-цур-зее Горст Ельфе (21 грудня 1940 — 5 жовтня 1941)
- оберлейтенант-цур-зее Гайнц-Конрад Фенн (6 жовтня 1941 — 17 травня 1942)
- оберлейтенант-цур-зее Альберт Лауцеміс (18 травня — 30 червня 1942)
- капітан-лейтенант Гельмут Зоммер (1 липня — 30 вересня 1942)
- оберлейтенант-цур-зее Ріхард Беттхер (1 жовтня 1942 — 6 вересня 1943)
- оберлейтенант-цур-зее Губертус Корндерфер (7 вересня — 27 грудня 1943)
- оберлейтенант-цур-зее Гюнтер Любе (28 грудня 1943 — 3 липня 1944)
- оберлейтенант-цур-зее Вальтер Кіммельманн (4 липня 1944 — 5 травня 1945)